# Rodelinda
A Rodelinda germán eredetű női név, jelentése: dicsőség + (hársfából készült) pajzs.

## Gyakorisága
Az 1990-es években szórványos név, a 2000-es években nem szerepel a 100 leggyakoribb női név között.

## Névnapok
- február 26.,[2] szökőévekben február 27.
- augusztus 13.[2]